# Мауна Кеа
Мауна Кеа е угаснал вулкан на остров Хавай.
Височината му е 4205 метра над морското равнище и е най-високата точка на щата Хаваи. Ако се измери от океанската му основа в Тихия океан обаче, той е висок около 10 000 метра – много повече от връх Еверест. Той е на около един милион години като последното му изригване е от преди 4000 до 6000 години. Вулканът се счита за неактивен. Площта му е 22,8 % от площта на острова.
Според хавайската митология върхът на този вулкан е свещено място и до него в миналото се допускат само най-високопоставените вождове на племената. В древността хората, които живеят тук, разчитат на горите по склоновите му за храна и подслон, а на базалтовата изстинала лава – за направа на сечива. Има керемиден цвят.
През 1964 година е построен път до върха и с помощта на 11 страни там са монтирани 13 телескопа. Обсерваторията на върха предоставя едни от най-добрите условия в света за астрономични наблюдения. Мястото е идеално заради тъмното небе, ниската влажност на въздуха и заради височината над водните пари в атмосферата, чистия въздух, благорпиятния климат и почти екваториалната позиция. От важно значение са и изолираността и отдалечеността.
През 2006 година по време на земетресението в Хаваи някои от телескопите претърпяват незначителни повреди, но са поправени за по-малко от седмица и е възстановено функционирането им. Някои от страните, чийто правителства спомагат за построяването на телескопите са САЩ, Канада, Англия, Тайван, Япония, Австралия, Аржентина, Бразилия и Чили.
Научните изследвания се провеждат в голям диапазон на електромагнитния спектър – видим, радио и инфрачервен.